# Film inversible
Un film inversible (appelé aussi très couramment « diapositive », « diapo », « Ekta », ou même « scala » si c'est un procédé noir et blanc) est un type de film photographique qui enregistre la lumière dans son émulsion directement en positif, c'est-à-dire sans inversion des valeurs (contrairement à un film négatif).
L'image résultante peut être ainsi observée directement, soit sur une table lumineuse, soit par projection. Il existe des procédés couleur et noir et blanc.

## Caractéristiques et intérêt

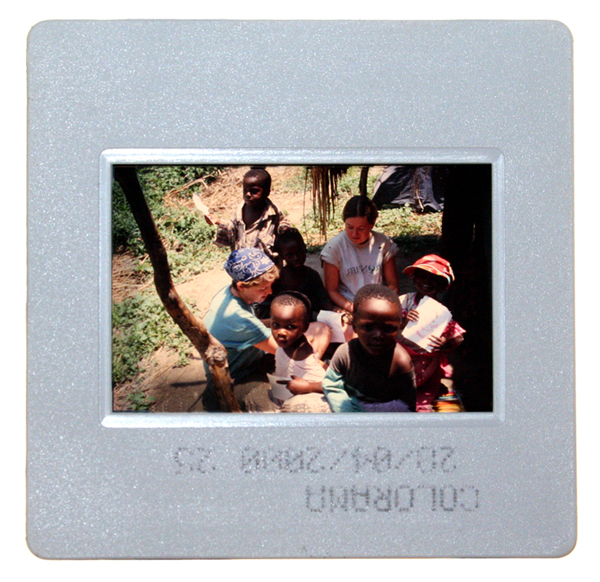
Diapo 35 mm dans son cache

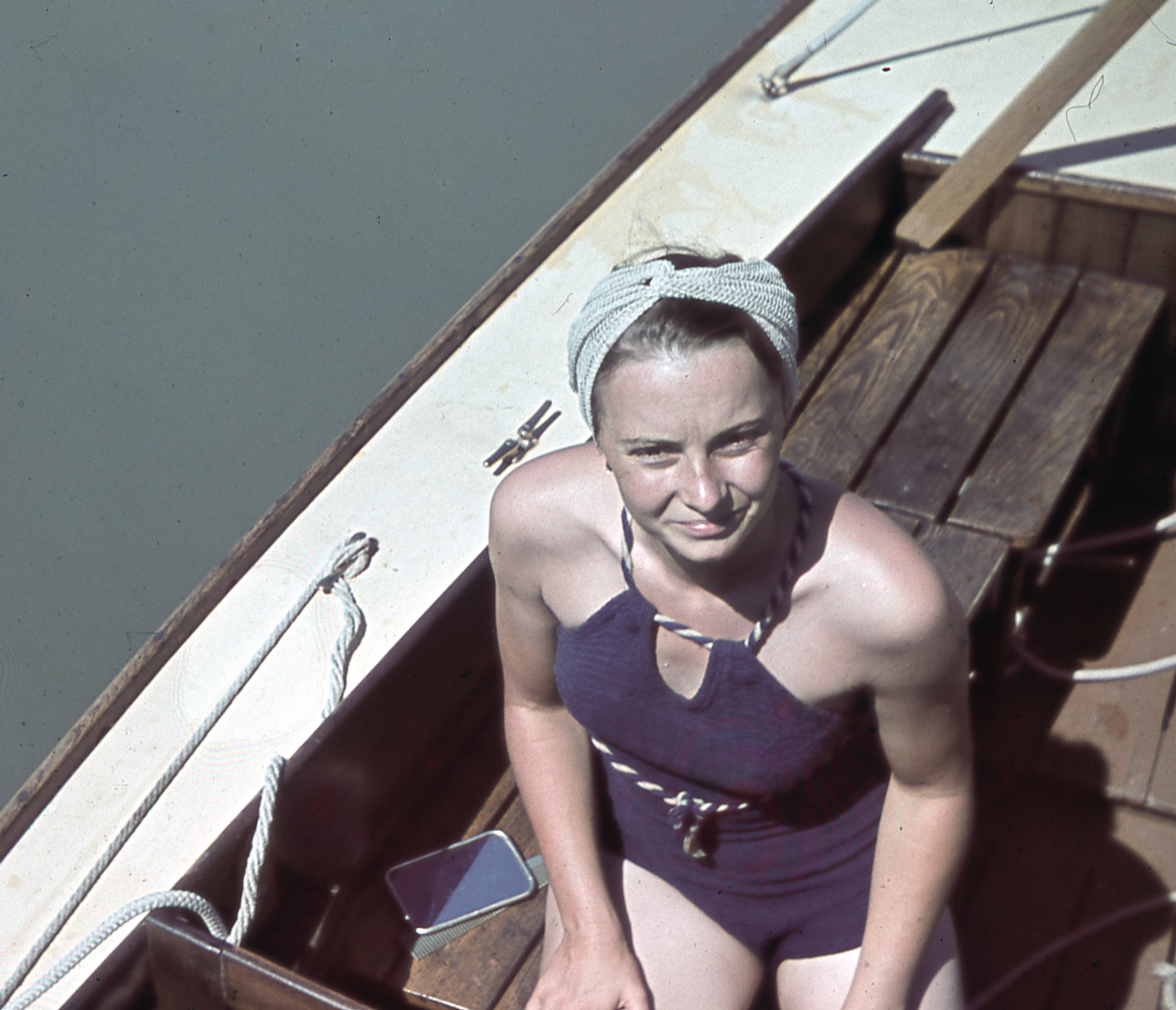
Agfacolor diapo 35 mm, 1939

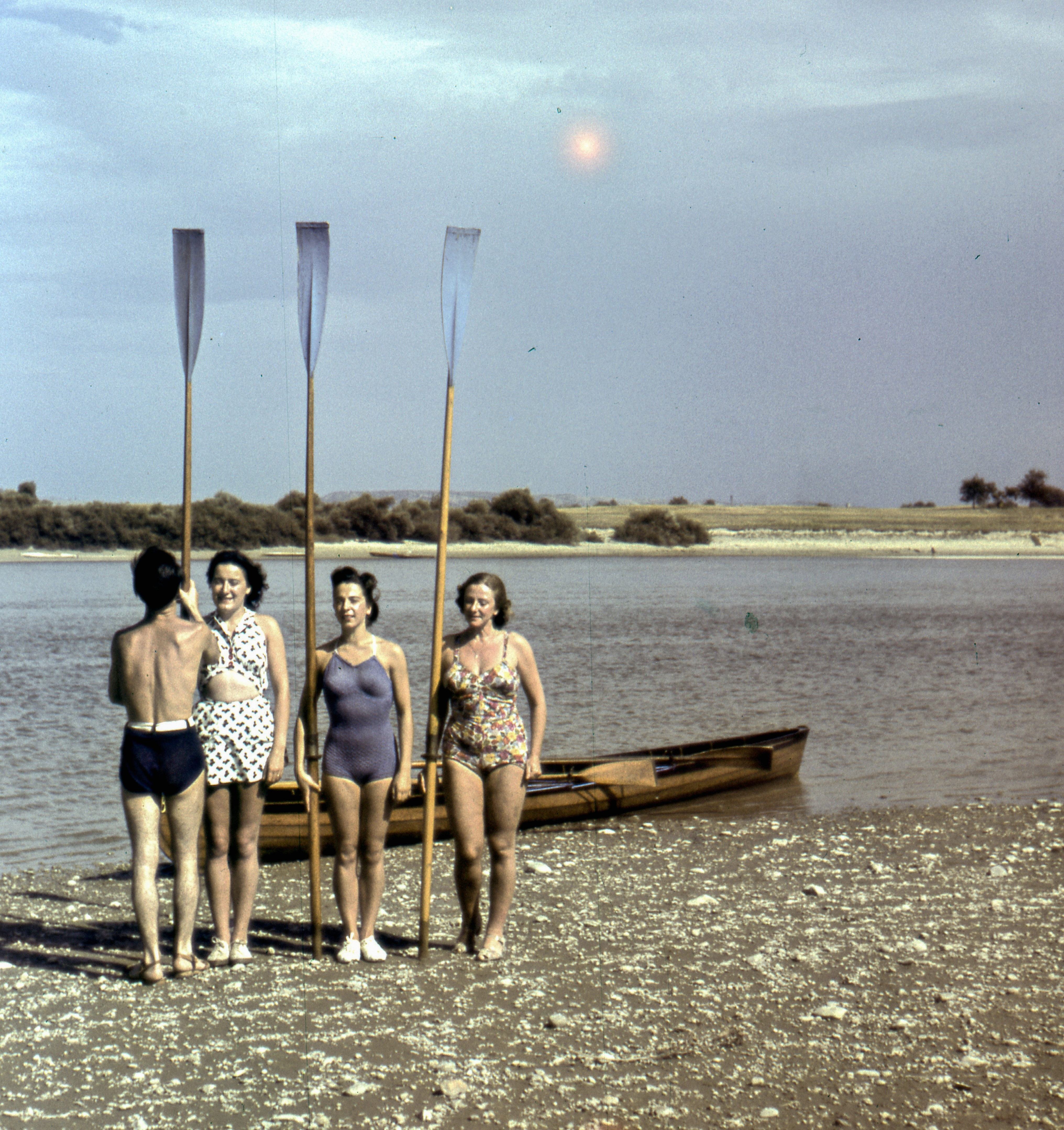
Agfacolor diapo 35 mm, 1942

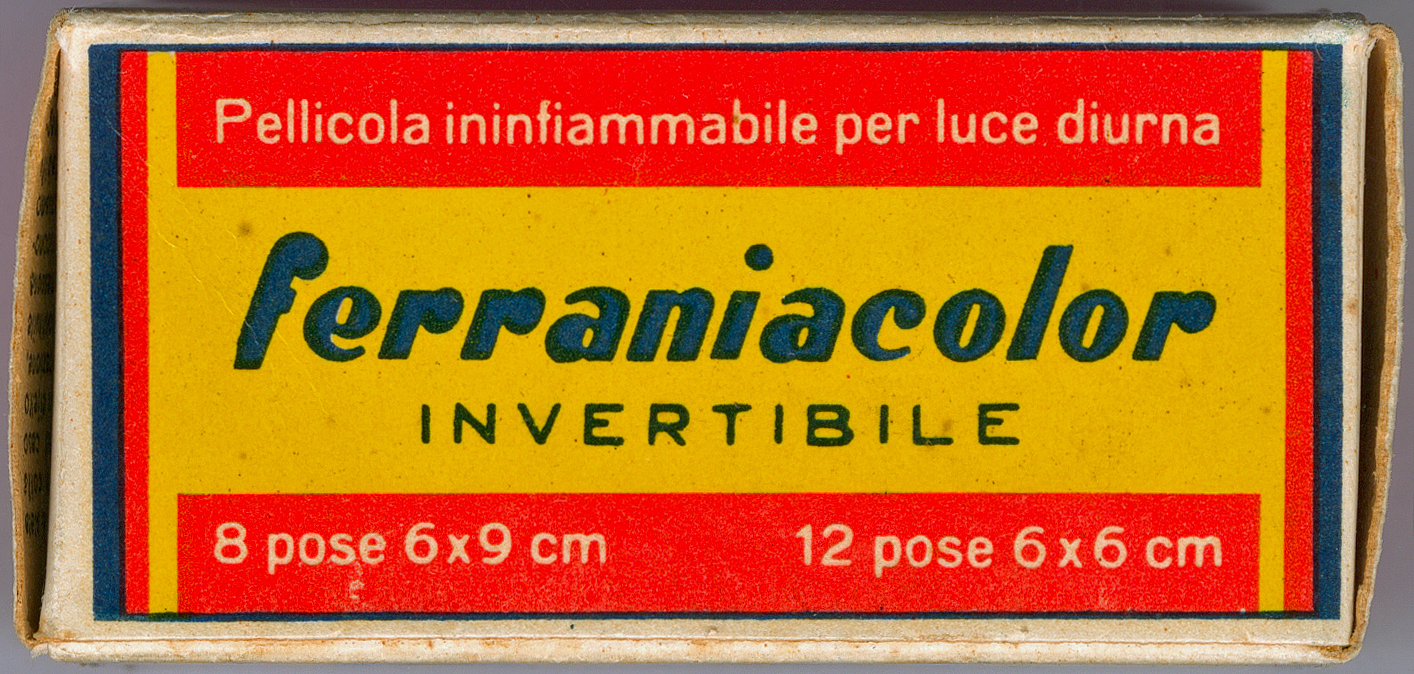
Un film inversible des années 1950 : le Ferraniacolor, de fabrication italienne.

La base du film étant transparente et sans masque coloré, l'image résultante peut être observée directement soit sur une table lumineuse, soit par projection. C'est ce côté direct qui plaît à de nombreux photographes - en effet, l'image n'a pas besoin d'être réinterprétée en laboratoire pour retrouver les couleurs d'origine (comme avec les films négatifs couleur). Pour la presse (magazines, affichage), la photogravure était faite directement d'après l'image positive sur film, laquelle passait par un scanner à tambour.
Un film inversible couleur peut être aussi tiré sur papier, que ce soit via l'utilisation d'un internégatif ou de procédés tels que l'Ilfochrome (en couleur) ou la numérisation suivie du tirage du fichier.
On peut monter chaque image individuelle dans un cadre (en plastique ou en carton) de 5 × 5 cm facilitant la projection - on parle alors de diapositive. Ce format est aussi très adapté aux photojournalistes et aux agences, qui en ont fait un outil de base.
- On peut inscrire facilement sur le cadre des données concernant la prise de vue (date, lieu et/ou sujet) ;
- On peut classer individuellement les meilleures images par thème ou sujet ;
- Chaque image est prête à l'utilisation et ne nécessite pas de traitement de laboratoire supplémentaire.

Avec l'arrivée du numérique (numérisation et gestion des archives dans un premier temps, puis photographie numérique dans un deuxième) les films inversibles couleur ont perdu de leur attrait professionnel.
Contrairement aux films négatifs, le contraste de ces films est en général élevé - il faut donc exposer au plus juste, en sachant qu'il n'y aura pas (ou peu) d'espace d'interprétation au tirage.

## Inversibles couleur: types et procédés
Les films de type Ektachrome (utilisant le traitement E-6 défini par Kodak) sont aujourd'hui très majoritaires. Ce procédé est considéré comme universel et utilisable avec toutes les marques de pellicule.
Les films de type Kodachrome se distinguent par un procédé différent, le K-14 très compliqué et inaccessible à l'amateur. Il n'est plus possible de les développer depuis décembre 2010.

### Ektachrome
Ektachrome est une marque déposée par Kodak qui désigne les films inversibles professionnels de la marque. Mais par extension, c'est souvent par ce nom (ou par son abréviation « Ekta ») que l'on désigne les films utilisant un traitement E6 (pour « Ektachrome no 6 ») quelle que soit la marque.

#### Histoire
(à compléter...)
Historiquement, par rapport à la Kodachrome, c'est l'introduction en 1936 par Agfa de coupleurs au sein de l'émulsion de son Neues Agfacolor-Verfahren (contrairement à l'Agfacolor de 1932, similaire à l'Autochrome) qui a abouti la simplification du traitement.

#### Développement
Le développement du film diapositive est proche de celui du noir et blanc (le premier révélateur est un révélateur noir et blanc) et surtout de celui du négatif couleur mais ce qui fait la différence c'est que le film est « voilé » (chimiquement ou par exposition à la lumière) pour obtenir une image positive.
Le premier révélateur fait apparaître l'image latente argentique négative de chacune des trois (ou quatre dans certaines émulsions) couches de couleur. C'est un simple révélateur pour négatif noir et blanc. C'est à cette étape qu'il est possible de rattraper une certaine sous-exposition lors de la prise de vue.
Le bain d'inversion permet d'exposer (voile du film) les parties non développées du premier bain et donc de créer dans chaque couche une image positive.
La couleur apparaît alors après le passage dans un développeur chromogène. La qualité de la chimie, sa température, son agitation ainsi que son âge influent sur la neutralité des couleurs. Un très grand soin doit être apporté pour éviter les dominantes.
Le blanchiment va détruire les composés argentiques pour ne conserver que les couches positives couleur qui forment la diapositive. Après lavage et séchage, le film est prêt pour son exploitation (projection, photogravure, numérisation).
Voici le tableau du traitement E6 de Kodak utilisé pour le développement des films diapositives :
| Bain                            | Température      | Temps          | Agitation | Entretien  | Remarques                                  |
| ------------------------------- | ---------------- | -------------- | --------- | ---------- | ------------------------------------------ |
| Dans l'obscurité absolue        |                  |                |           |            |                                            |
| 1er révélateur (noir et blanc)  | 38 °C (± 0,2 °C) | 6 min (± 5 s)  | azote     | 2,153 l/m² | modifie la sensibilité (traitement poussé) |
| Lavage                          | 33 ~ 39 °C       | 2 min          | air       | -          | -                                          |
| Inversion                       | 24 ~ 39 °C       | 2 min          | -         | 1,026 l/m² | -                                          |
| Révélateur chromogène (couleur) | 38 °C            | 6 min (± 10 s) | azote     | 2,153 l/m² | contrôle de la balance des couleurs        |
| À la lumière                    |                  |                |           |            |                                            |
| Préblanchiment                  | 14 ~ 39 °C       | 2 min          | -         | 1,026 l/m² | -                                          |
| Blanchiment                     | 33 ~ 39 °C       | 6 min          | air       | 50 ml/m²   | action oxydante                            |
| Fixateur                        | 33 ~ 39 °C       | 4 min          | air       | 1,026 l/m² | dissout l'halogénure                       |
| Lavage final                    | 24 ~ 39 °C       | 3 × 2 min      | air       | -          | -                                          |

Les plus exigeants laisseront le film prendre la température de traitement (38 °C) avant de le plonger dans le premier bain et maintiendront les bains de lavage (après révélateur), inversion et chromogène à une température de 38 °C (± 1 °C).

## Inversibles noir et blanc: caractéristiques et utilisations
Surtout utilisé par des photographes professionnels (pour les mêmes raisons que les inversibles couleur), ce type de film est de moins en moins courant, aussi bien à cause de l'utilisation maintenant courante du numérique que du prix élevé des émulsions spécialisées et des difficultés (relatives) pour le photographe amateur à traiter soi-même ces films.
Pour obtenir un inversible noir et blanc, il y a deux méthodes :
1. Utiliser un film dédié. Le plus réputé, l'Agfa Scala 200X n'est plus disponible. Il est remplacé par l'ADOX Scala 160. Ce nouveau film reprend les qualités du film Scala original. Son développement est assuré en France par Arka Laboratoire. Il existe aussi des films moins connus et peu distribués comme le Foma R100.
2. Utiliser des films noir et blanc négatifs « classiques » complétés par un traitement particulier (comme le traitement C4, ou alors parfois fourni en kit par le constructeur, comme Kodak avec la T-Max 100). Ce type de traitement demande parfois une baisse de la sensibilité du film.

Malgré la disparition d'Agfa, Arka Laboratoire assure toujours le développement noir et blanc inversible dans une machine dédiée avec inversion physique par insolation du film. En format 120, Arka Laboratoire recommande d'utiliser le film Agfa Rollei Retro 80S. Les résultats sont très similaires. Arka Laboratoire assure aussi la vente et le traitement de ces films par correspondance.